# Fair Oaks (Virginia)
Fair Oaks è un census-designated place (CDP) degli Stati Uniti d'America, situato nello stato della Virginia, nella contea di Fairfax. Secondo il censimento del 2020 gli abitanti di Fair Oaks ammontavano a 34 052.